# Localish
Localish anciennement Live Well Network (live well signifiait en anglais bien vivre) est une chaîne de télévision distribuée en sous-canal numérique ayant pour thématique tout ce qui tourne autour du foyer, de la santé et du mode de vie. Elle a été créée le 27 avril 2009 par The Walt Disney Company.
La chaîne n'est pas diffusée en continu, mais en 5 blocs de programmes identiques de deux heures trente minutes chacun (5 h-7 h 30, 10 h-12 h 30, 15 h-17 h 30, 19 h-21 h 30, 23 h-1 h 30).

## Histoire
Le 27 avril 2009 Live Well HD Network émet pour la première fois dans un sous-canal sur les 10 chaînes appartenant et géré (O&O) par Disney-ABC Television Group. La chaîne est reçue par 24 pour cent des américains
En septembre 2010, Belo Corporation devient la première société non Disney à signer avec Live Well. Le 8 novembre 2010, la chaîne devient disponible sur WFAA et WVEC, affiliées à ABC ainsi que KMOV, WCNC-TV, WVEC et WWL-TV.
SJL Broadcasting devient la seconde société non-Disney à diffuser Live Well en raison du rachat de WTVG et WJRT-TV à ABC, finalisé le 1er avril 2011. Le 26 mai 2011, E. W. Scripps Company annonce qu'une partie de ses stations diffusera Live Well, principalement celles affiliées à ABC. Le 1er août 2011, la station WXYZ-TV de Detroit change son affiliation à RTV. Le 23 août 2011, Disney-ABC Television Group anonnce que KRCR-TV et KAEF, deux chaînes affiliées à ABC et détenues par Bonten Media Group diffuseront Live Well Network, sur le troisième sous-signal.
Le 9 janvier 2012, Citadel Communications annonce qu'elle souscrit à Live Well pour ses 5 principales stations dont 4 sont affiliées à ABC. Le 23 janvier 2012, Young Broadcasting annonce à son tour la diffusion de Live Well sur ses stations.
Le 9 juin 2014, les directeurs d'ABC Owned Television Stations annoncent aux employés l'arrêt du réseau pour janvier  2015 pour du contenu local,. Une partie des émissions doit être transféré sur Fyi tandis que la majorité des productions des stations locales serait arrêtée.
Le 13 janvier 2015, une annonce sur WBAY-TV ensuite confirmée par le journaliste Robert Feder de Chicago, est faite indiquant la prolongation de la chaîne pour deux mois supplémentaires afin d'aider les affiliés à trouver des solutions,. Deux jours plus tard, ABC et E. W. Scripps Company annoncent le portage de ka chaîne Laff de Katz Broadcasting sur le réseau affilié pour avril 2015 mais les 8 stations détenues en propre conserveraient Live Well Network,

### 2018: Localish
Le 20 septembre 2018, ABC Owned Television Stations annonce le lancement d'un service multiplateforme baptisé Localish pour les millennials  avec quatre séries phares principalement sur Facebook et une possible déclinaisons en chaîne
Le 21 janvier 2020, ABC Owned Television Stations prévoit de rebaptiser Live Well Network en Localish le 17 février 2020.

### Identité visuelle (logo)

Logo de Live Well HD Network du 27 avril 2009 à 2010
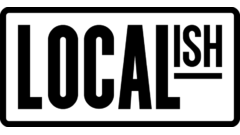
Logo de Localish depuis 2020

## Programmation
Live Well Network diffuse cinq blocs de programme de deux heures trente minutes. Chaque bloc est identique et diffuse les émissions dans le même ordre. Chacune des émissions dure trente minutes.

### Émissions
- Motion est présenté par Greg Aiello et son principal sujet sont les activités en extérieur.
- Say Ahh est présenté par l'urologue Jane Hanson[18], Gerald Chodak, Blema Mickael Johnson, Dr Ted Epperly et la diététicienne[18] Down Jackson Blatner et parle de sujet sur la santé et la médecine.
- Advice for Life est présenté par Marcia Brandwynne et le psychothérapeute[19] Rick Shuman traite sur l'élévation de soi.
- Mirror/Mirror est présenté par Rebecca Spera et traite sur des sujets concernant la mode et la beauté.
- Let's Dish est une émission culinaire présentée par Christopher Koetke.
- Home with Lisa Quinn est une émission sur la décoration et l'architecture d'intérieur.

## Sous-canal
| Ville                                       | Station                               | Canal          | Propriétaire             |
| ------------------------------------------- | ------------------------------------- | -------------- | ------------------------ |
| Albany, NY                                  | WTEN                                  | 10.3           | New Young Broadcasting   |
| Atlanta, GA                                 | WTBS-LD                               | 26.2           | Prism Broadcasting       |
| Boise, ID                                   | KNIN-TV                               | 9.2            | Journal Communications   |
| Boston, MA-Manchester, NH                   | WBIN-TV (Derry, NH)                   | 50.2           | Carlisle One Media       |
| Charlotte, NC                               | WCNC-TV                               | 36.2           | Belo Corporation (en)    |
| Chicago, IL                                 | WLS-TV                                | 7.2HD, 7.3SD   | Disney/ABC               |
| Cleveland-Akron-Canton, OH                  | WEWS-TV                               | 5.2            | E. W. Scripps Company    |
| Dallas-Ft. Worth, TX                        | WFAA                                  | 8.3            | Belo Corporation (en)    |
| Des Moines, IA                              | WOI-DT                                | 5.2            | Citadel Communications   |
| Detroit, MI/Windsor, ON                     | WXYZ-TV                               | 7.2            | E. W. Scripps Company    |
| Durham-Raleigh-Fayetteville, NC             | WTVD                                  | 11.2HD, 11.3SD | Disney/ABC               |
| Flint-Saginaw-Bay City, MI                  | WJRT-TV                               | 12.2           | SJL Broadcasting         |
| Fresno-Visalia, CA                          | KFSN-TV                               | 30.2HD, 30.3SD | Disney/ABC               |
| Green Bay, WI                               | WBAY-TV                               | 2.3            | New Young Broadcasting   |
| Hampton-Norfolk-Portsmouth-Newport News, VA | WVEC                                  | 13.2           | Belo Corporation (en)    |
| Houston, TX                                 | KTRK-TV                               | 13.2HD, 13.3SD | Disney/ABC               |
| Indianapolis, IN                            | WRTV-TV                               | 6.3            | E. W. Scripps Company    |
| Modèle:Zone métropolitaine de Kansas City   | KMCI-TV                               | 38.2           | E. W. Scripps Company    |
| Knoxville, TN                               | WATE-TV                               | 6.2            | New Young Broadcasting   |
| Lafayette, LA                               | KLFY-TV                               | 10.2           | New Young Broadcasting   |
| Lansing, MI                                 | WLNS-TV                               | 6.2            | New Young Broadcasting   |
| Lincoln, NE                                 | KLKN                                  | 8.2            | Citadel Communications   |
| Los Angeles, CA                             | KABC-TV                               | 7.2HD, 7.3SD   | Disney/ABC               |
| Milwaukee, WI                               | WTMJ-TV                               | 4.3            | Journal Communications   |
| Nashville, TN                               | WKRN-TV                               | 2.3            | New Young Broadcasting   |
| New Orleans, LA                             | WWL-TV                                | 4.2            | Belo Corporation (en)    |
| New York, NY                                | WABC-TV                               | 7.2HD, 7.3SD   | Disney/ABC               |
| Omaha, NE                                   | KMTV-TV                               | 3.2            | Journal Communications   |
| Philadelphia, PA                            | WPVI-TV                               | 6.2HD, 6.3SD   | Disney/ABC               |
| Phoenix, AZ                                 | KNXV-TV                               | 15.2           | E. W. Scripps Company    |
| Pierre, SD                                  | KPLO-TV                               | 6.3            | New Young Broadcasting   |
| Pittsburgh, PA                              | WBGN-CD                               | 59.4           | Bruno-Goodworth Network  |
| Providence, RI                              | WLNE-TV                               | 6.2            | Citadel Communications   |
| Puerto Rico                                 | W26DK-D (San Juan) W51DJ-D (Mayaguez) | 26.3 51.3      | LKK Group                |
| Quad Cities, IA/IL                          | WHBF-TV                               | 4.2            | Citadel Communications   |
| Rapid City, SD                              | KCLO-TV                               | 15.2           | New Young Broadcasting   |
| Richmond, VA                                | WRIC-TV                               | 8.2            | New Young Broadcasting   |
| St. Louis, MO                               | KMOV                                  | 4.2            | Belo Corporation (en)    |
| Salt Lake City, UT                          | KSL-TV                                | 5.2            | Bonneville International |
| San Francisco-Oakland-San Jose, CA          | KGO-TV                                | 7.2HD, 7.3SD   | Disney/ABC               |
| Seattle, WA                                 | KING-TV                               | 5.2            | Belo Corporation (en)    |
| Sioux City, IA                              | KCAU-TV                               | 9.2            | Citadel Communications   |
| Sioux Falls, SD                             | KELO-TV                               | 11.3           | New Young Broadcasting   |
| South Bend, IN                              | WSJV-TV,                              | 28.2           | Quincy Newspapers        |
| Spokane, WA-Cœur d'Alene, ID                | KSKN                                  | 22.2           | Belo Corporation (en)    |
| Tampa-St. Petersburg, FL                    | WFTS-TV                               | 28.2           | E. W. Scripps Company    |
| Toledo, OH                                  | WTVG                                  | 13.2           | SJL Broadcasting         |
| Tulsa, OK                                   | KJRH-TV                               | 2.2            | E. W. Scripps Company    |
| Waterloo/Aberdeen, SD                       | KELO-TV                               | 3.3            | New Young Broadcasting   |
| îles Vierges                                | WVXF (Saint Thomas)                   | 17.1           | LKK Group                |